# هنري ستيوارت، لورد دارنلي

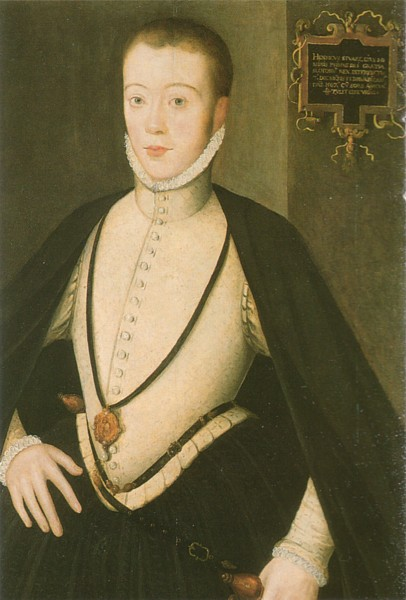
لورد دارنلي

هنري ستيوارت (Henry Stewart) والذي حمل لقب لورد دارنلي (Lord Darnley) عاش (1545-1567 م) هو رجل اسكتلندي من النبلاء، ينتسب إلى الملك هنري السابع، كان الزوج الثاني لماري ملكة اسكتلندا، وخلف منها ولدا أصبح يعرف باسم جيمس الأول من إنكلترا (جيمس السادس من اسكتلندا). تورط عام 1566، وبدافع من الغِيرة في مقتل حاجب (سكرتير) زوجته المدعو ريزيو (Rizzio) - من أصول إيطالية.لاقى مصرعه في انفجار في إدنبرة ويشاع انه قتل عن طريق مؤامرة دبرتها ماري وعشيقها بوثويل المتهم بتفيذ الجريمة (Edinburgh).

## الأصل
كان الابن الثاني والأكبر على قيد الحياة لماثيو ستيوارت، إيرل لينوكس الرابع، من زوجته السيدة مارغريت دوغلاس التي دعمت مطالبتها بالخلافة الإنجليزية. كان أجداد دارنلي من جهة أمه أرشيبالد دوغلاس، إيرل أنجوس السادس، والملكة مارغريت تيودور، ابنة الملك هنري السابع ملك إنجلترا وأرملة الملك جيمس الرابع ملك اسكتلندا.

## نشأته
ولد هنري ستيوارت، اللورد دارنلي، في معبد نيوسام، ليدز، في غرب ريدنغ يوركشاير، إنجلترا، عام 1546. كان يعتقد في البداية أن هنري ولد في 5 ديسمبر 1545، ولكن تشير الأبحاث الحديثة إلى أنه ولد عام 1546، لأن والدته أنجبت في أواخر فبراير 1545 وفي رسالة من مارس 1566، حُدِد عمره بمونه يبلغ التاسعة عشرة. باعتباره سليلًا لكل من جيمس الثاني ملك اسكتلندا وهنري السابع ملك إنجلترا، كان لدى دارنلي مطالبات محتملة لكل من العروش الإسكتلندية والإنجليزية.
في عام 1545، أدين والده، ماثيو ستيوارت، إيرل لينوكس الرابع، بتهمة الخيانة في اسكتلندا لوقوفه إلى جانب الإنجليز في حرب الوحوش القاسية، في معارضة ماري جيز وريجنت أران. فقدت ممتلكات العائلة الإسكتلندية ونُفي والده في إنجلترا لمدة 22 عامًا، وعاد إلى اسكتلندا في عام 1564. كانت كونتيسة لينوكس مارغريت دوجلاس، والدته، قد غادرت اسكتلندا في عام 1528.
كان الشاب هنري مدركًا لمكانته وميراثه وعلى دراية جيدة باللاتينية وبلغة الغيلية والإنجليزية والفرنسية، تلقى تعليمًا يليق بنسبه الملكي، وتفوق في الغناء والعزف على العود والرقص. كان الباحث الإسكتلندي جون إلدر من بين معلميه. ناصر إلدر إلى الاتحاد الأنجلو-اسكتلندي من خلال زواج ماري وملكة اسكتلندا والأمير إدوارد. سميت نصيحته لهنري الثامن في عام 1543 بنصيحة ريدشانك. كان معلم آخر للوريث الشاب هو آرثر لالارت، الذي استُجوب لاحقًا في لندن بسبب ذهابه إلى اسكتلندا عام 1562. قيل إن هنري قوي ورياضي وماهر في الفروسية والأسلحة وشغوف بالصيد. تتضح شخصيته الشابة إلى حد ما في رسالة مؤرخة في مارس 1554 إلى ماري الأولى ملكة إنجلترا من معبد نيوسام، حيث يكتب عن صنع خريطة، يوتوبيا نوفا، ورغبته في أن يكون كل فكرة في رأسه فكرةً قوية.

## أزمة الخلافة
كانت هناك معضلة سياسية في إنجلترا ناشئة عن طموح أسرة لينوكس: كان ماثيو ستيوارت، إيرل لينوكس الرابع، ثالثًا في ترتيب العرش الإسكتلندي، وكانت زوجته مارغريت دوغلاس، كونتيسة لينوكس، ابنة أخت هنري الثامن، ما يجعلها خليفة محتملة للعرش الإنجليزي إذا ماتت إليزابيث. وباعتبارهم من الروم الكاثوليك، فقد شكلوا تهديدًا للبروتستانت الإنجليز، على الرغم من أن إليزابيث كانت ذكية وذكية ومتعلمة جيدًا لمنصبها، كان عليها أن تثبت نفسها كإناث. نظرًا لأنها كانت بروتستانتية، كان العديد من الروم الكاثوليك يرغبون في رؤية ماري الكاثوليكية، ملكة اسكتلندا، تتولى العرش. لقد اعتبروا إليزابيث غير شرعية، ولم تعترف الكنيسة الكاثوليكية بزواج والديها. كان دارنلي، كذكر منحدرة من هنري السابع، أيضًا منافسًا للعرش الإنجليزي. كل هذه العلاقات المتبادلة صنعت من أجل المؤامرات المعقدة والتجسس ووضع الاستراتيجيات والمناورات من أجل السلطة في البلاطات المختلفة.
عندما توفي هنري الثاني ملك فرنسا في يوليو 1559، رُقي جون، شقيق لينوكس الخامس، سيور دوبيني، في البلاط الفرنسي كقريب للملكة الفرنسية الجديدة، ماري، ملكة اسكتلندا. رتب أوبيجني إرسال دارنلي إلى البلاط الفرنسي لتهنئة ماري وفرانسيس الثاني ملك فرنسا على انضمام فرانسيس والسعي لاستعادة لينوكس. لم تعيد ماري لينوكس إلى الإيرل الإسكتلندي، لكنها أعطت 1000 عملة لدارنلي ودعته إلى تتويجها. كانت خطة لينوكس هي مناشدة ملكة اسكتلندا مباشرة عبر سفيرها، دون علم إليزابيث وجيز. يبدو أن مهمة وكيل لينوكس، نيسبيت، كانت يائسة. لم يكن لينوكس على استعداد فقط لتسليم دارنلي وشقيقه تشارلز كرهائن لاستعادته، ولكنه قدم أنساب دارنلي، ما يشير إلى حقه في وراثة إنجلترا واسكتلندا ومنازل هاملتون ودوغلاس. كما اتُهم أوبيجني لاحقًا بدعم لقب ماري لعرش إنجلترا والتلميح إلى أن ابن أخيه كان لديه ادعاء أقوى من إليزابيث.
عين لينوكس نيسبيت لمراقبة ماري ودارنلي ومعلم دارنلي، جون إلدر. في عام 1559، حذر نيكولاس ثروكمورتون، السفير الإنجليزي في باريس، إليزابيث من أن إلدر خطير على شؤون إنجلترا مثل أي شخص يعرفه. كتب اللورد باجيت في مارس 1560 عن الخوف القائم على أسس راسخة من قيام الكاثوليك برفع دارنلي إلى العرش عند وفاة إليزابيث.
كان فرانسيس ياكسلي جاسوسًا كاثوليكيًا اكتشف عام 1562 أدت أنشطته إلى اعتقال عائلة لينوكس. كان كاتبًا في سيجنيت ومنذ عام 1549 عُيّن من قبل ويليام سيسيل مسافرًا في فرنسا. اختير ياكسلي من قبل كونتيسة لينوكس. عُيّنت مابل فورتيكي وسيدات أخريات كخادمات في منزل لينوكس في سيترينجتون في نوفمبر 1560. وكشف استجوابه في برج لندن في فبراير 1562 أنه حصل على معلومات استخباراتية عن البلاط الإنجليزية من السفير الإسباني، وأن السفير قد عهد إليه وهيو ألين مع رسائل ورموز لليكسون ودارنلي. اعترف ياكسلي أن مهماته كانت تهدف إلى ترتيب زواج ملكة الإسكتلنديين من دارنلي، وأن دين دارنلي يضمن له نجاحًا أكبر في دعواه من إيرل أران، وأن للكونتيسة العديد من الأصدقاء في الشمال. على الرغم من أن تهديد لينوكس لم ينته أبدًا، إلا أن إليزابيث لم تدين العائلة بالخيانة في عام 1562 بعد اعتقالهم ولم تشجع الجهود لإلغاء مطالبة الكونتيسة بعرشها. ربما كانت إليزابيث تخشى أن تكون هذه التحقيقات موجهة إليها أيضًا، أو أن تقاعسها كان يهدف إلى ضمان بقاء النظام الملكي من خلال عدم تقليل عدد الورثة المحتملين. أطلِق سراح عائلة لينوكس في فبراير 1563، وفي غضون بضعة أشهر، كان دارنلي ووالدته واضحين من خلال وجودهما في البلاط والمعروف الذي تلقوه هناك، على الرغم من أن إليزابيث لم تحبذ وجود إيرل في البلاط.